# Pomnik Ewalda Christiana von Kleista we Frankfurcie nad Odrą
Pomnik Ewalda Christiana von Kleista we Frankfurcie nad Odrą – pomnik niemieckiego oficera armii pruskiej i poety Ewalda Christiana von Kleista w parku nieopodal kościoła św. Gertrudy we Frankfurcie nad Odrą.

## Opis

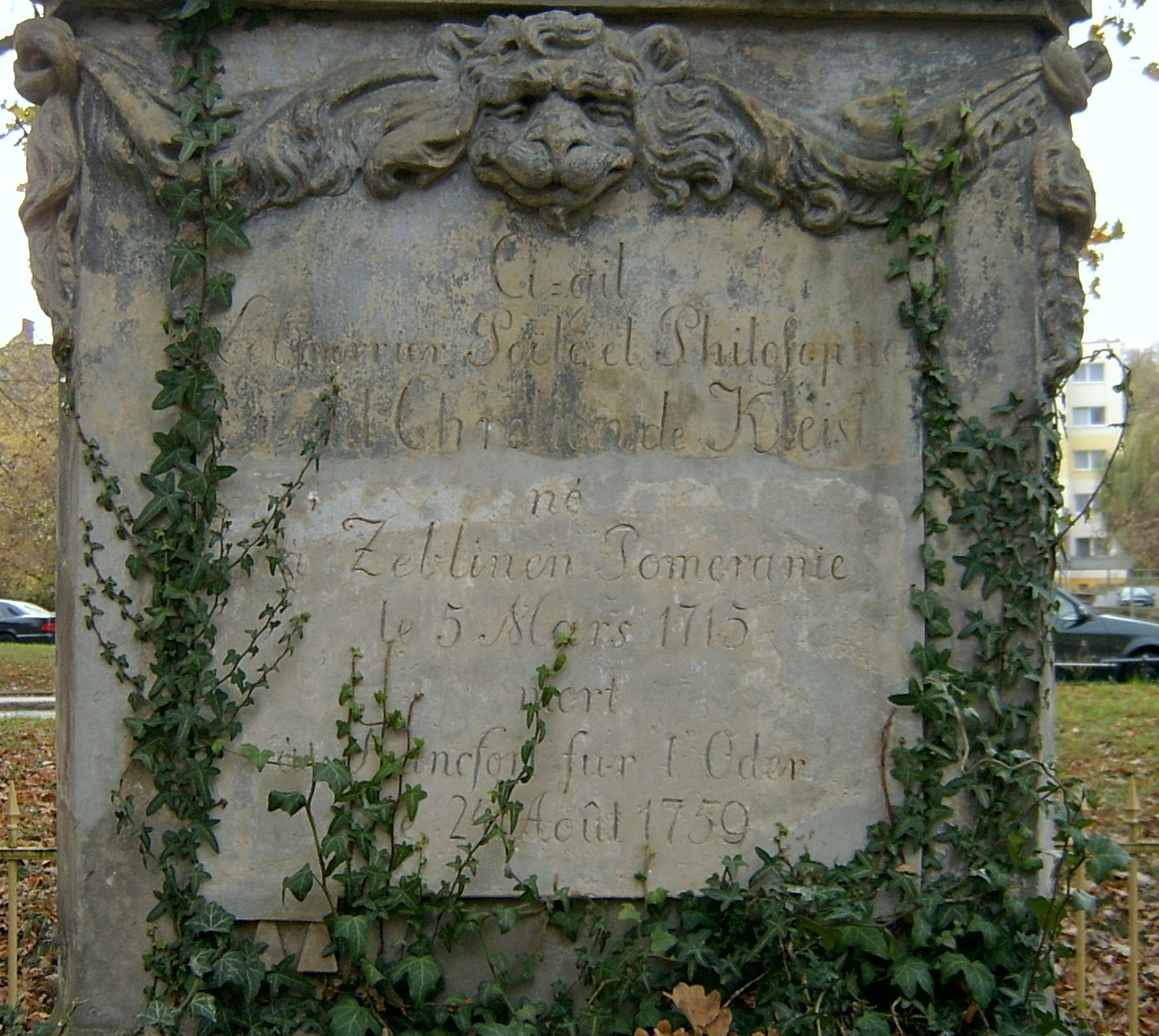
Pomnik Ewalda Christiana von Kleista we Frankfurcie nad Odrą

Pomnik ten ma formę kolumny a na jej trzonie widnieje podobizna pisarza ukazana z lewego profilu.
Tuż przy ziemi znajduje się tablica pamiątkowa, zaś cały pomnik otoczony jest płotem wspartym na czterech murowanych słupach.
Naprzeciwko pomnika Ewalda Christiana von Kleista znajduje się pomnik Heinricha von Kleista, innego pisarza ściśle związanego z tym miastem.